# Eschatarchia angularia
Eschatarchia angularia är en fjärilsart som beskrevs av John Henry Leech 1897. Eschatarchia angularia ingår i släktet Eschatarchia och familjen mätare. Inga underarter finns listade i Catalogue of Life.